# Fention
Fention – siarkoorganiczny związek chemiczny z grupy estrów fosforanowych, triester kwasu tiofosforowego, inhibitor acetylocholinoesterazy, środek owadobójczy (insektycyd tiofosforanoorganiczny).